# Фигередо, Канделария
Канделария Фигередо (исп. Candelaria Figueredo; 11 декабря 1852 года, Баямо, Куба — 19 января 1914 года, Гавана, Куба) — кубинская патриотка, участвовавшая в борьбе Кубы за независимость от Испании.

## Жизнь
Канделария Фигередо была дочерью юриста Педро Фигередо-и-Сиснероса, кубинского националиста-революционера, который с 1868 года сражался против испанцев в войне за независимость Кубы, известной как Десятилетняя война. Её матерью была Изабель Васкес-и-Морено.
Сама Канделария Фигередо присоединилась к борьбе в октябре 1868 года в возрасте 16 лет, когда отец попросил её нести независимый кубинский флаг в битве при Баямо. Она с энтузиазмом приняла рискованное задание и вошла в город на белом коне с новым флагом.
Многочисленные испанские силы отбили Баямо в 1869 году, и она и её семья бежали в Сьерра-Маестра, где они жили жизнью беглецов, постоянно находившихся в бегах. 15 июля 1871 года она была захвачена испанцами вместе со своей 14-летней сестрой и 12-летним братом. Они были заключены в крепость Сарагоса в Мансанильо, где их допросили. Канделярии, её братьям и сестрам наконец было приказано покинуть Кубу к 17 октября 1871 года, в противном случае им грозила депортация на остров Фернандо По (ныне Биоко) у западного побережья Африки. Они отплыли из Мансанильо на шхуне « Энни», направлявшейся в Нью-Йорк 13 октября, несмотря на ураган поблизости. Предполагается, что Канделария убедила капитана отплыть такими словами: «Это вопрос первой необходимости. Я предпочту тысячу раз стать пищей для акул, чем для испанцев».
Там она воссоединилась со своей матерью и другими сестрами в Ки-Уэст, Флорида. Там Канделария узнала о гибели своего отца и брата Густаво. Она сильно заболела, отчасти из-за этой новости, а отчасти из-за трех лет, которые она провела в бегах в ненадлежащих жилищных условиях и с плохим питанием. Она была отправлена в Нассау на Багамских островах, чтобы отдохнуть и выздороветь, но вскоре вернулась в Ки-Уэст, чтобы побыть с семьей.
В 1877 году она вышла замуж за другого кубинского эмигранта, Федерико дель Портильо, который изучал право в Гаванском университете, но бежал, спасаясь от испанской казни студентов. У них было девять собственных детей, включая Розалию, Зенайду, Федерико, Лоренцо, Пьедад и Элизу
В 1901 году, после испано-американской войны, Канделария и Федерико вернулись на Кубу и поселились в Гаване. Там они увидели, что кубинский флаг, наконец, был поднят над Кастильо-дель-Морро 20 мая 1902 года. Канделария умерла 19 января 1914 года и была похоронена со всеми воинскими почестями на Кладбище Колон в Гаване. Её гроб был накрыт флагом, который она принесла в Баямо 45 лет назад
Её автобиография была опубликована посмертно в 1929 году.